# Estado de Nuevo León y Coahuila
El estado de Nuevo León y Coahuila fue un estado mexicano, formado por la unión de los estados de Coahuila y Nuevo León. El estado se constituyó en 1856 hasta su disolución en 1864.
Tanto Coahuila y Nuevo León tuvieron intentos separatistas, junto con el vecino estado de Tamaulipas en 1840 como la República del Río Grande con la finalidad de separarse de México, la rebelión separatista federalista fue sofocada por el gobierno centralista. Coahuila y Nuevo León, fue creado en 1856 por la anexión unilateral de Coahuila, por decreto de Santiago Vidaurri, gobernador de Nuevo León. Después de un referéndum, la anexión fue ratificada oficialmente por la Constitución mexicana de 1857. Durante la Guerra de Reforma Vidaurri disolvió el estado, pero a finales de 1858, presionado por el ejército liberal, buscó refugio en los estados sureños de Estados Unidos. Allí fraguó planes para el estado, junto con Tamaulipas y Texas para formar la República de la Sierra Madre. En 1860 volvió como gobernador. Durante la Guerra Civil Americana tenía buenas relaciones con alguna parte de la facción de los Estados Confederados de América y eligió durante la Intervención francesa en México apoyar al Segundo Imperio mexicano de Maximiliano de Habsburgo, los conservadores mexicanos y a los franceses. En 1864 Vidaurri fue capturado en Monterrey por las fuerzas liberales, que terminaron por disolver la unión de los estados.